# Dammtjärnen (Särna socken, Dalarna)
Dammtjärnen är en sjö i Älvdalens kommun i Dalarna och ingår i Dalälvens huvudavrinningsområde.